# Teplice nad Bečvou
Teplice nad Bečvou (auparavant : Zbrašov ; en allemand : Sbraschau ou Teplitz an der Betschwa) est une commune du district de Přerov, dans la région d'Olomouc, en République tchèque. Sa population s'élevait à 380 habitants en 2020.

## Géographie
Teplice nad Bečvou est arrosée par la Bečva et se trouve à 2,2 km au sud du centre de Hranice, à 22,5 km à l'est-nord-est de Přerov, à 36 km à l'est-sud-est d'Olomouc et à 237 km à l'est-sud-est de Prague.
La commune est limitée par Hranice à l'ouest, au nord et au nord-est, par Ústí à l'est, et par Opatovice au sud.

## Histoire
La première mention écrite de la localité date de 1353.

## Transports
Par la route, Teplice nad Bečvou se trouve à 3 km de Hranice, à 28 km de Přerov, à 41,5 km d'Olomouc et à 304 km de Prague.